# Aeroportul Bathinda
Aeroportul Bathinda (IATA: BUP, ICAO: VIBT) este un aeroport din Virk Kalan⁠(d), Bathinda District⁠(d), Faridkot division⁠(d), Punjab, India ce deservește zona Bathinda⁠(d). Aeroportul a fost tranzitat în decembrie 2022 de 17 pasageri.
Situat la o altitudine de 201 m, aeroportul dispune de o singură pistă. Este operat de Airports Authority of India⁠(d).